# Fraitsch
Fraitsch war ein verwaistes Vorwerk der Gemeinde Schlöben im Saale-Holzland-Kreis in Thüringen.

## Lage
Das Vorwerk lag auf der Wöllmisse westlich von Rabis in einer größeren Freifläche am südöstlichen Hang der Wöllmisse. In nordöstlicher Richtung befindet sich bei 405 Meter NN das sogenannte Luftschiff.

## Geschichte
Am 7. September 1358 wurde Fraitsch erstmals urkundlich erwähnt. Der Fraitsch und das Luftschiff waren auf der Wöllmisse zwei wieder besiedelte Stellen. Der Fraitsch wurde namentlich ab und zu anders geschrieben. Er lag in einer Talsenke südwestlich vom Luftschiff und wurde schon 1516 als wüst genannt. Später wurde er wieder Vorwerk. Seit Jahrhunderten wurde das Vorwerk – vermutlich überwiegend von einem Schäfer – als ein Gebäudekomplex mit Wohnhaus, Scheune und Stall genutzt. Nach 1945 wurden zwei Ostumsiedlerfamilien mit vielen Kindern als Neubauern oben am Hang Eigentümer von Grund und Boden. Sie erhielten 24 Hektar Ackerland und 6 Hektar Wald. Auf dem Luftschiff saß auch ein Neubauer. Zwischen dem Vorwerk und der alten Straße zum Plateau fand man 1856 bei Erweiterungsarbeiten eines Steinbruchs einen bedeutenden Fund, den Depotfund von Schlöben.
Eine Familie hat die Schönheit der Natur und der Lage genutzt und einen Ort der Ruhe und Erholung Anfang der Jahre nach 1990 geschaffen.